# Рено дьо Вишие
Рено дьо Вишие е осемнадесетия по ред Велик магистър на Ордена на Тамплиерите. (1250 до 1256). Велик маршал на Ордена преди да стане Велик магистър през 1250 г. Под неговото управление, Орденът успява да си възвърне всички владения и богатства, заграбени преди това от император Фридрих II. Оттегля се от поста си и умира в манастир.